# 番禺広場駅
番禺広場駅（ばんぐうひろば-えき）は、中華人民共和国広東省広州市番禺区に位置する広州地下鉄3号線、18号線と22号線の駅である。

## 歴史
- 2006年12月30日：3号線の駅として開業[1]。
- 2021年9月28日：18号線の開業により、乗り換え駅となる[2]。
- 2022年3月31日：22号線が開業[3]。

## 駅構造
3号線は島式ホーム1面2線を有する地下駅。傍江側に引き上げ線が1線ある。同時に、機場北・天河バスターミナル方面の線路は駅の東側に17号線連絡線の接続部を予留しています。
18号線・22号線は島式ホーム2面4線を有する地下駅である。内側2線を22号線、外側2線を18号線が使用する。そのため両路線は同一方向での対面乗換が可能となっている。

### のりば
| 番線                            | 路線     | 行先                           |
| ------------------------------- | -------- | ------------------------------ |
| 3号線ホーム（地下2階）          |          |                                |
| 1                               | ■ 3号線  | 海傍方面                       |
| 2                               | ■ 3号線  | 機場北・天河バスターミナル方面 |
| 18号線・22号線ホーム（地下5階） |          |                                |
| 3                               | ■ 18号線 | 冼村方面                       |
| 4                               | ■ 18号線 | 万頃沙方面                     |
| 5                               | ■ 22号線 | 陳頭崗方面                     |
| 6                               | ■ 22号線 | 降車專用ホーム                 |

## 駅周辺
- 番禺広場
- 番禺区政府
- 中国銀行大厦
- 科爾海悦ホテル
- 基盛万科里
- イオン 番禺広場店

## ギャラリー

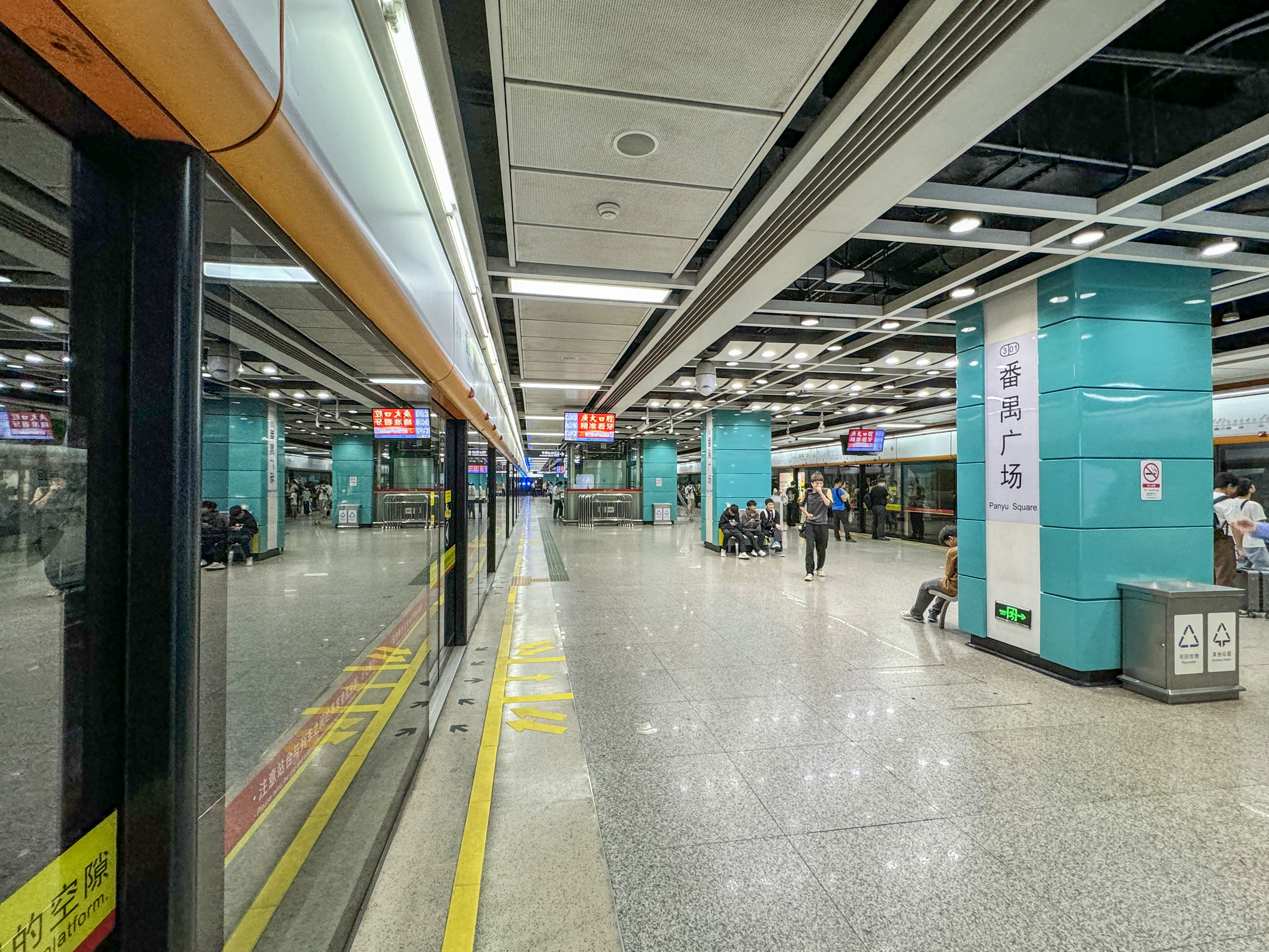
3号線ホーム
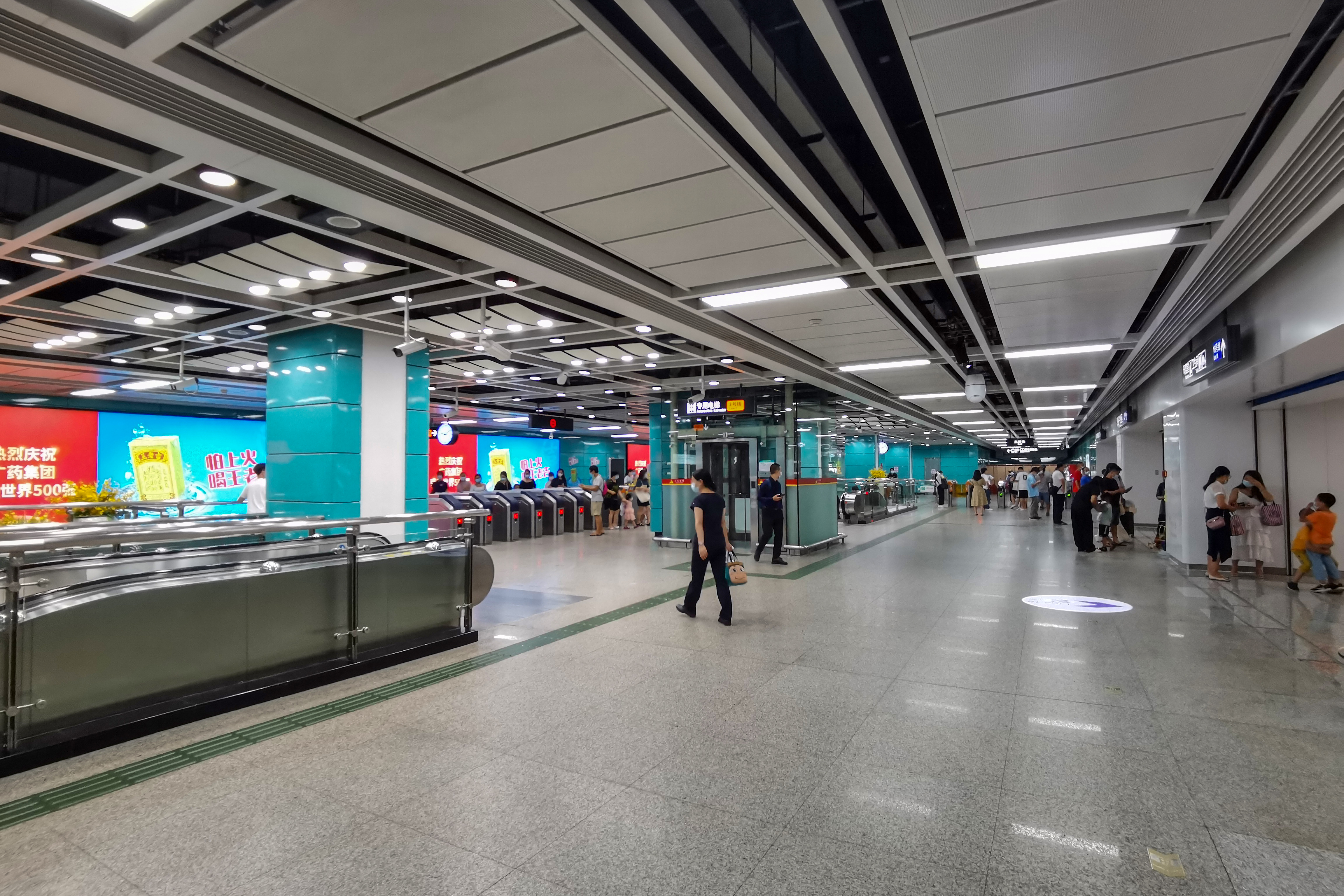
3号線コンコース
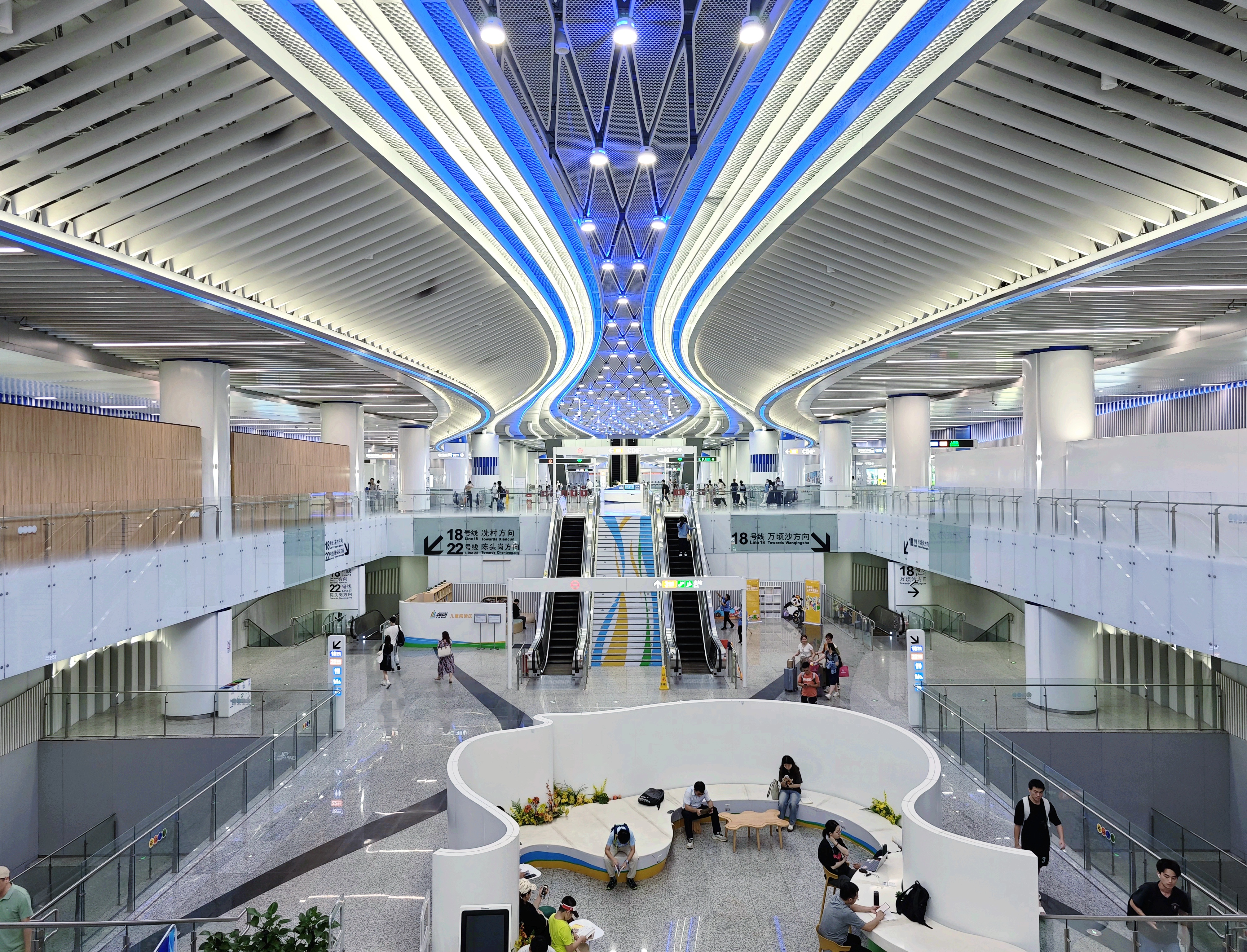
18号線・22号線コンコース
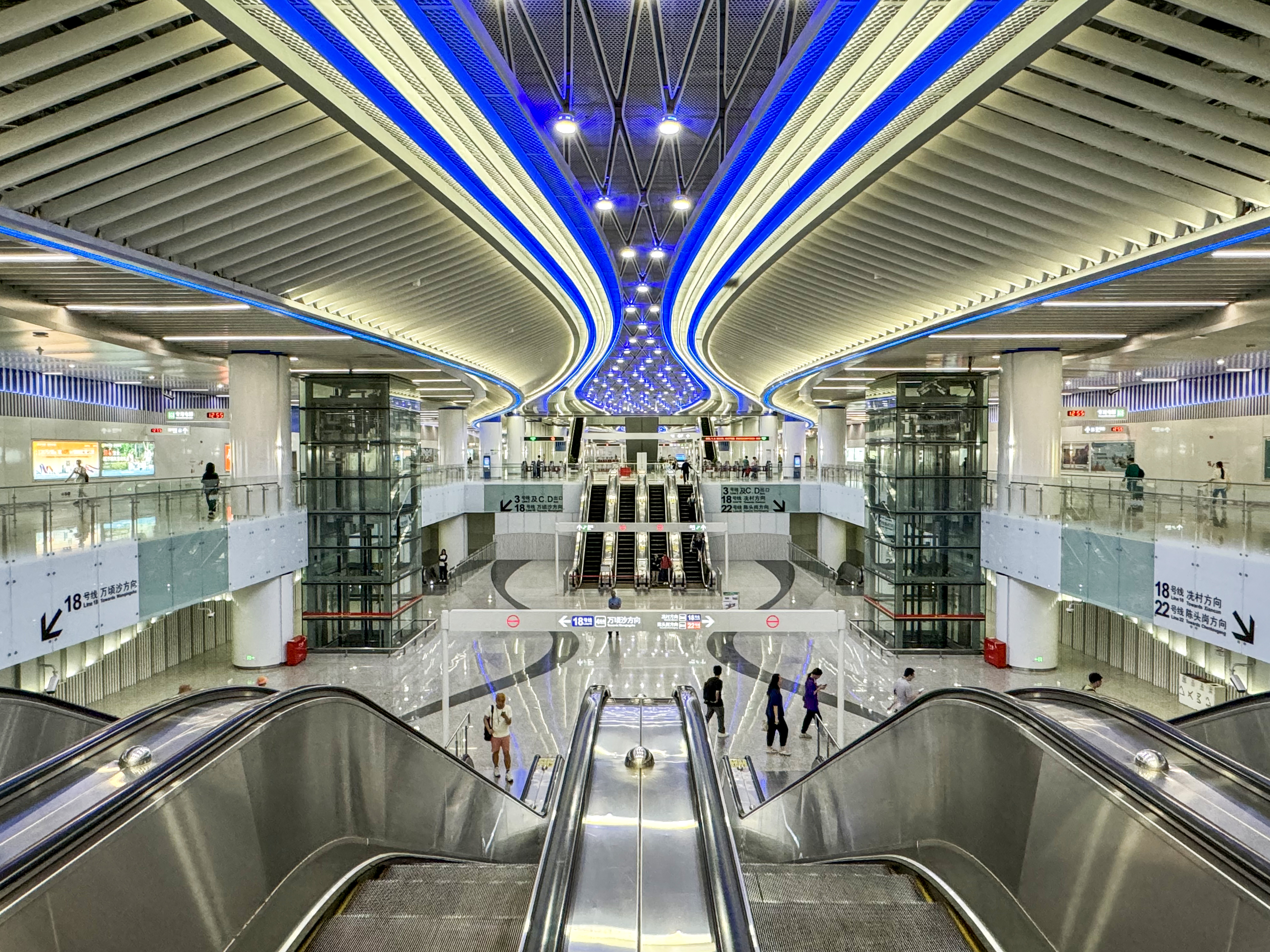
18号線・22号線コンコース
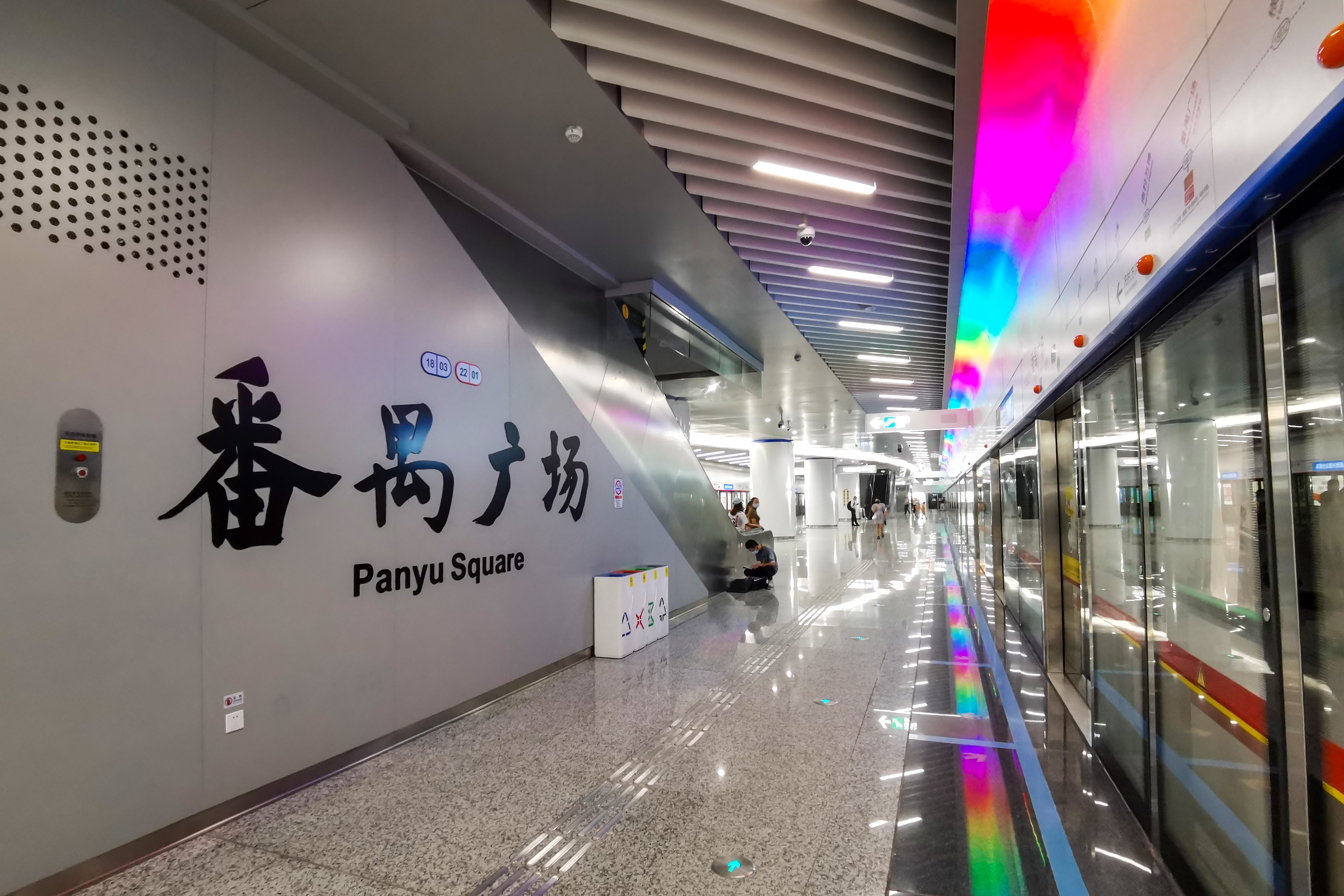
3番線ホーム
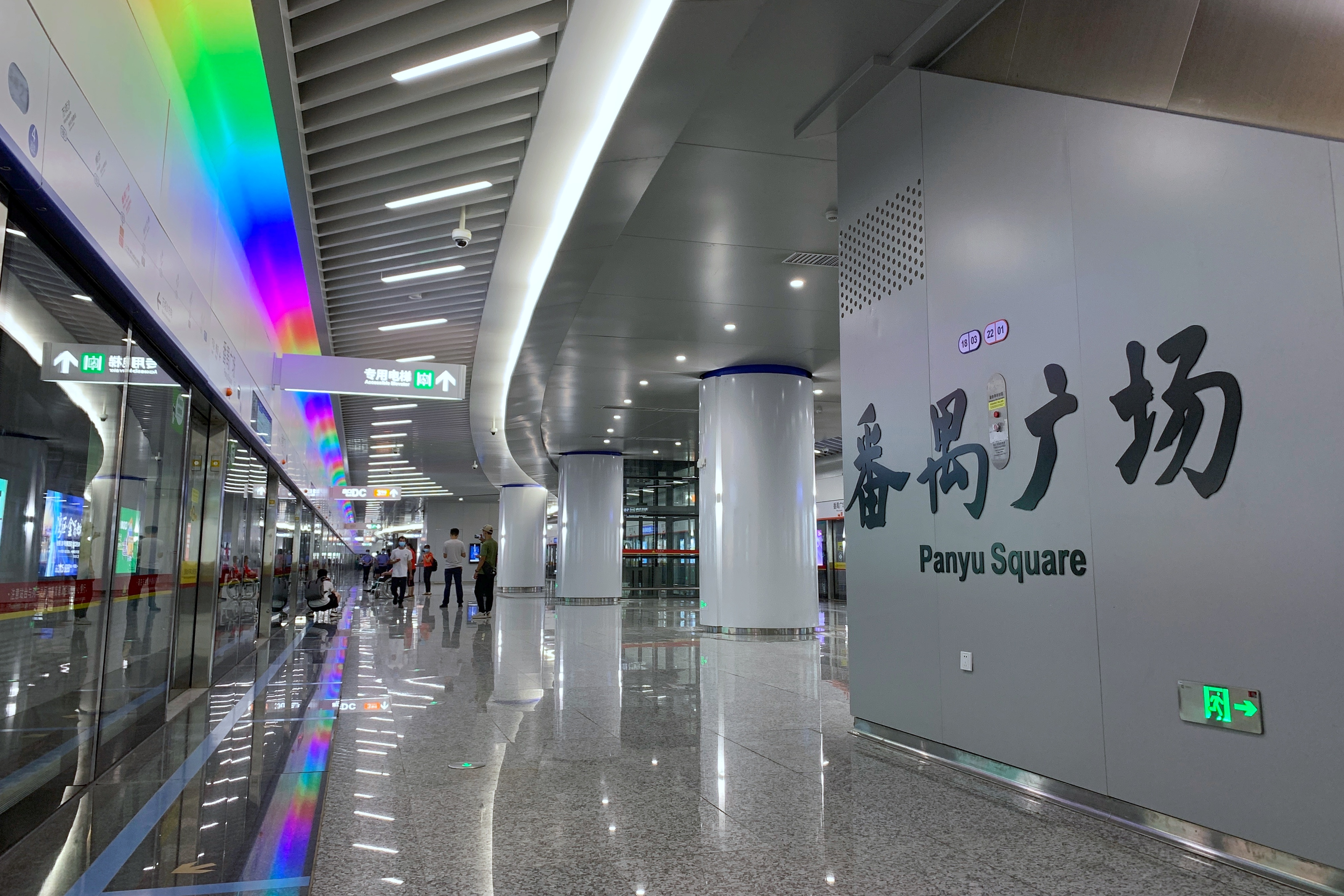
4番線ホーム
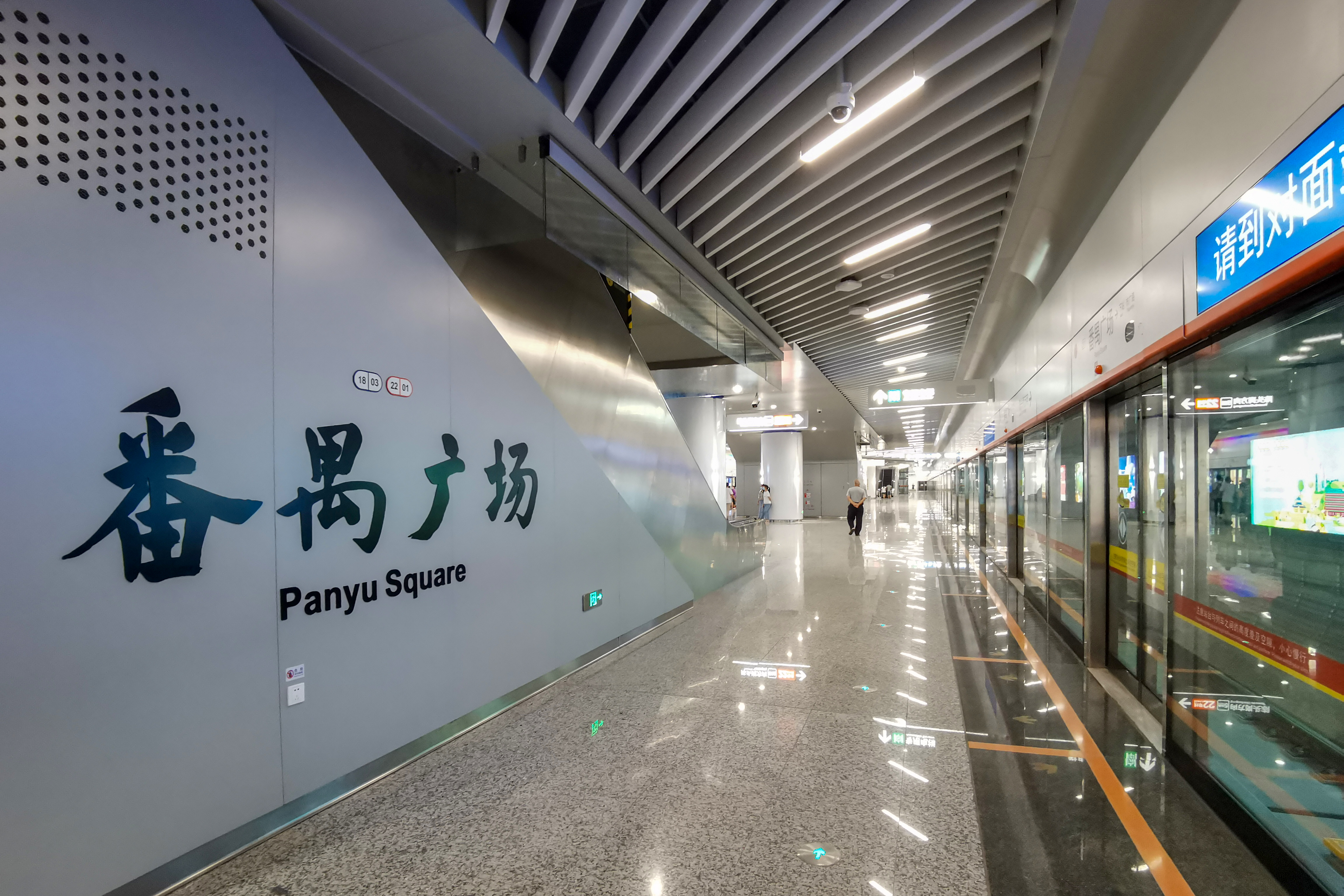
5番線ホーム
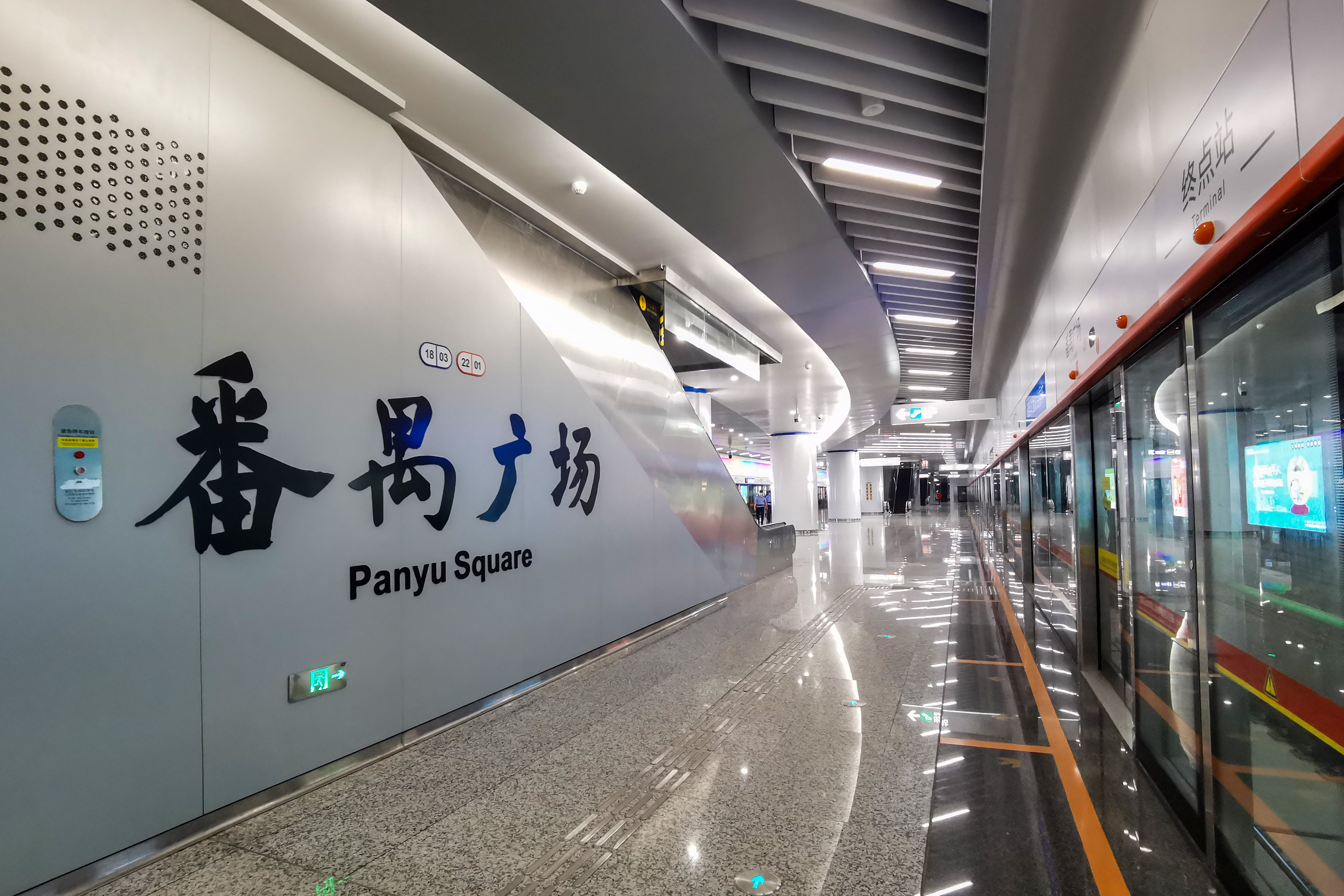
6番線ホーム
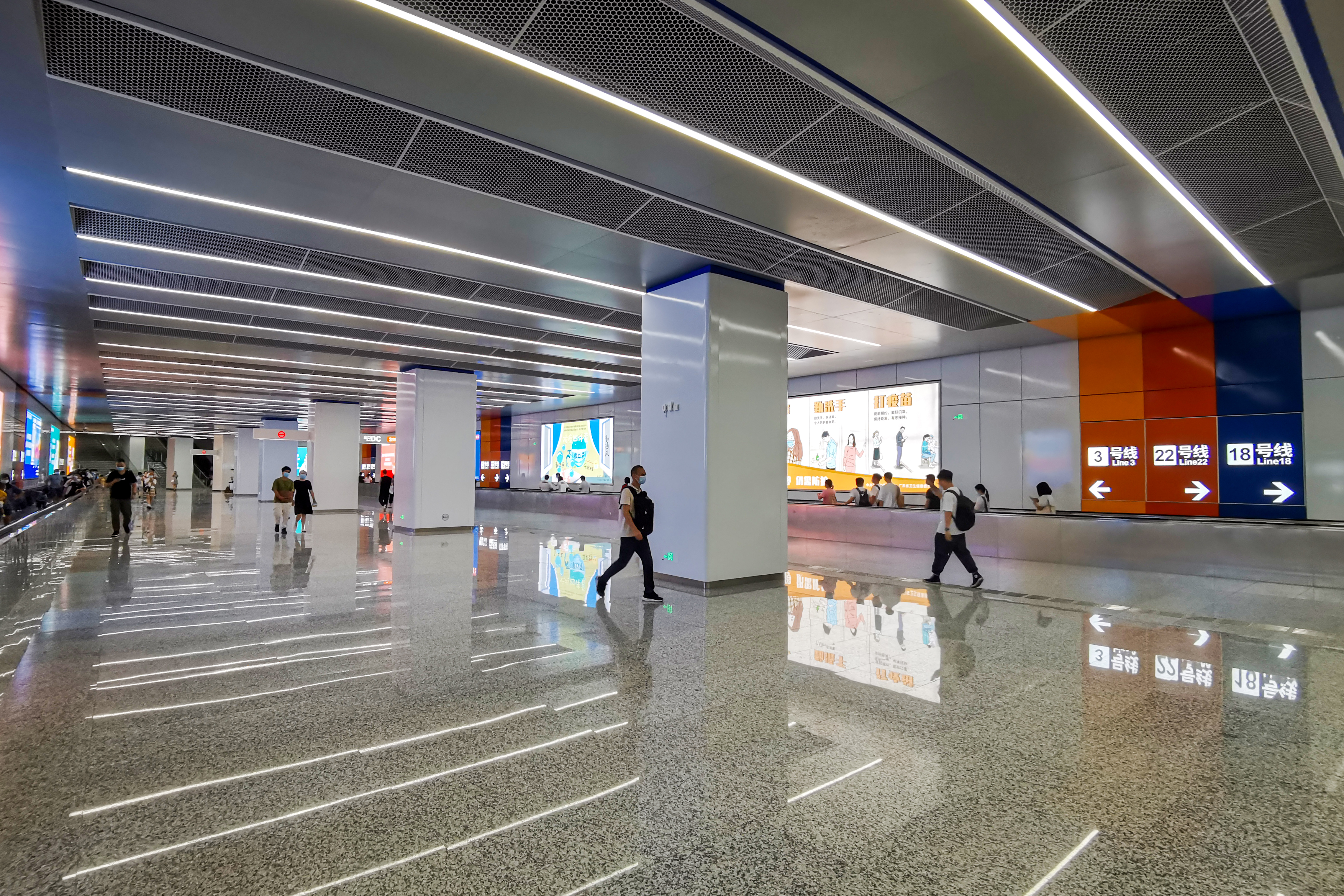
乗換通路

## 隣の駅
広州地下鉄
■ 3号線
傍江駅 301-1 - 番禺広場駅 301 - 市橋駅 302
■ 18号線
快速・一般
横瀝駅 1802 - 番禺広場駅 1803 - 南村万博駅 1804
■ 22号線
番禺広場駅 2201 - 市広路駅 2202